# تاريخ الماوري
بدأ تاريخ الماوري مع وصول المستوطنين من بولنيزيا إلى نيوزيلندا (أوتياروا باللغة الماورية)، إثر موجة هجرات عابرة للمحيط باستخدام قوارب الكنو، بدءًا من أواخر القرن الثالث عشر أو بدايات القرن الرابع عشر. بعد قرون طويلة من العزلة، شكل المستوطنون من بولنيزيا حضارة متفردة أصبحت تعرف باسم الماوري.
عادة ما يُقسم تاريخ الماوري المبكر إلى حقبتين: الحقبة العتيقة (1300 تقريبًا – 1500 تقريبًا) والحقبة الكلاسيكية (1500 تقريبًا – 1642 تقريبًا). تُظهر المواقع الأثرية مثل وايراو بار أدلة على وجود المستوطنات البولنيزية المبكرة في نيوزيلندا. لم تتمكن العديد من المحاصيل التي جلبها معهم المستوطنون البولنيزيون إلى نيوزيلندا من النمو بشكل جيد في ظروف مناخ نيوزيلندا الأبرد نسبيًا، رغم أن العديد من أنواع الطيور والأحياء البحرية الأصلية قد تعرضت للصيد، الذي فنى بعضها حد الانقراض. أدت عوامل مثل تزايد السكان، والمنافسة على الموارد، والتغيرات في المناخ المحلي، أدت إلى حدوث تغيرات اجتماعية وثقافية شهدتها الحقبة الكلاسيكية من تاريخ الماوري. تميزت هذه الحقبة بظهور ثقافة الحرب والقرى المحصنة، جنبًا إلى جنب مع الأنماط الفنية الثقافية المركبة. استقرت مجموعة من الماوري في جزر تشاتام حوالي العام 1500، وشكلت حضارة سلمية منفصلة عُرفت باسم الموريوري.
أحدث وصول الأوروبيين إلى نيوزيلندا، بدءًا من العام 1642 مع أبل تاسمان، أحدث تغييرات هائلة بالنسبة للماوري، الذين تعرفوا على الأطعمة، والتكنولوجيا، والأسلحة، والثقافة الغربية للمستوطنين الأوروبيين، وخاصة من بريطانيا. في العام 1840، وقّع التاج البريطاني مع عدة رؤساء من الماوري معاهدة وايتانغي، التي جعلت من نيوزيلندا جزءًا من الإمبراطورية البريطانية، ومنحت الماوري وضعية المواطنين البريطانيين. اتسمت غالب العلاقات الأولية بين الماوري والأوروبيين (الذين أطلق عليهم الماوري تسمية «باكيها») بطابعها الودي. رغم ذلك، أدت التوترات المتزايدة بخصوص بيع الأراضي المتنازع عليها إلى  نشوب الصراع في ستينيات القرن التاسع عشر، وتنفيذ حملات واسعة النطاق لمصادرة الأراضي. تكبّد الماوري خسائر فادحة نتيجة للاضطرابات الاجتماعية والأوئبة الجديدة، وهو ما سبب تناقص عددهم وتضاؤل مكانتهم في نيوزيلندا.
مع بداية القرن العشرين، بدأ تعداد الماوري بالتعافي، وبُذلت عدة جهود لتحسين ظرفهم الاجتماعي، والسياسي، والثقافي، والاقتصادي في المجتمع النيوزيلندي الأكبر. في ستينيات القرن العشرين، لقيت حركة الاحتجاجات مناصرة، ونادت بالتعويض عن المظالم التاريخية. في إحصاء العام 2013، قدّم 600،000 مواطن نيوزيلندي أنفسهم باعتبارهم ماوريين، وهي نسبة تقارب 15% من عدد السكان الوطني.

## الأصول من بولنيزيا

يمثل استطيان الماوري لنيوزيلندا نقطة النهاية في سلسلة طويلة من التنقلات والرحلات البحرية والاستطيان البشري عبر جزر جنوب المحيط الهادئ

تُشير الأدلة الجينية، والأثرية، واللغوية، والأنثروبولوجيا الفيزيائية إلى أن جذور الشعب البولينيزي تعود إلى سكان تايوان الأصليين. تقترح دراسات اللسانيات التطورية وأدلة الحمض النووي المتقدري أن معظم شعوب المحيط الهادي تنحدر من الشعوب الأصلية التايوانية التي عاشت قبل 5200 سنة. انتقل هؤلاء الأسلاف الأسترونيزيون جنوبًا إلى الفلبين حيث استقروا لبعض الوقت. ومن هناك، أبحر بعضهم في نهاية المطاف نحو الجنوب الشرقي، بمحاذاة الأطراف الشمالية والشرقية لميلانيزيا، وعلى طول سواحل بابوا غينيا الجديدة وجزر بسمارك وجزر سليمان حيث استقروا مرة أخرى، وفيها خلّفوا شظايا من فخاريات لابيتا، ومنها اكتسبوا بعض الحمض النووي الميلانيزي. انطلاقًا منها، هاجر بعضهم نحو الجزر البولينيزية الغربية مثل ساموا وتونغا، في حين جال بعضهم الآخر المحيط من جزيرة لجزيرة باتجاه الشرق، من أتونغ جافا في جزر سليمان وصولًا إلى جزر الجمعية في تاهيتي وراياتيا (التي سُميت هافاي، أو هاواي إيكي لفترة معينة). من هناك، استعمرت موجات هجرة بقية بولنيزيا الشرقية، بلوغًا إلى هاواي شمالًا، وجزر الماركيساس ورابا نوي (جزيرة القيامة) شرقًا، وأخيرًا نيوزيلندا في أقصى الجنوب.
كشفت التحليلات التي أجراها كايزر وزملاؤه أن نسبة 21% فقط من المجمع الجيني الصبغي الجسيم للماوري-البولينزيين هي من أصل ميلانزيني، في حين أن البقية (79%) ذات أصل آسيوي شرقي. أكدت دراسة أخرى أجراها فريدلاينير وزملاؤه (2008) على أن البولينزيين أقرب جينيًا إلى الميكرونيزيين، وهم الشعوب التايوانية الأصلية، والآسيويين الشرقيين، أكثر من قربهم إلى الميلانزيين. توصلت الدراسة إلى حقيقة أن البولينزيين انتقلوا عبر ميلانزيا بسرعة فلم يُتح لهم سوى الاختلاط مع الأسترونيزيين والميلانزيين. تعرّض الشعب البولنيزي لظاهرة تُعرف باسم تأثير المؤسس والانحراف الوراثي. تتأتى أدلة مرحلة الأسلاف في جنوب الفلبين من اكتشاف مفاده أن البولينزيين يشتركون بنسبة تبلغ 40% من حمضهم النووي مع الفلبينيين من تلك الفترة.

## الاستقرار في نيوزيلندا
لا توجد في نيوزيلندا بقايا بشرية، ولا آثار أو أبنية يمكن تقفي تاريخها بشكل موثوق إلى ما أبعد من تيفرا كاهاروا، وهي طبقة رواسب بركانية خلفها انفجار بركان تاراويرا حوالي العام 1314 ميلادية. ثبت لاحقًا خطأ التأريخ الذي وُضع في العام 1999 لبعض عظام أنواع كيوري (جرذ بولينزي) بأنه يعود إلى القرن العاشر قبل الميلاد. أظهرت العينات الجديدة لعظام الجرذان (إضافة إلى بعض القشور والقشور الخشبية لبذور قضمتها الجرذان) تواريخ لاحقة على انفجار تاراويرا البركاني، ما عدا ثلاث بقايا يعود تاريخها إلى 10 سنوات تقريبًا قبل الانفجار البركاني.
قادت آثار غبار الطلع لنيران الغابات الشاسعة التي حدثت بعقد أو عقدين من الزمان قبل الانفجار البركاني قادت بعض العلماء إلى التخمين بأنه من المحتمل أن تلك النيران من فعل البشر، وفي هذه الحالة فإن تاريخ أول استيطان يمكن تقفيه للفترة الواقعة بين الأعوام 1280-1320 ميلادية، وهو تاريخ يشيع الاستشهاد به على نطاق واسع حاليًا. رغم ذلك، أثبتت مجموعة من الأدلة الأثرية والجينية أنه سواء وصل أوائل المستوطنين قبل أو بعد انفجار تاراويرا البركاني، فحقبة الاستيطان الرئيسية حدثت بعد عدة عقود من الانفجار البركاني، في تاريخ ما بين الأعوام 1320 و1350 ميلادية، وعلى الأرجح بسبب موجة منظمة من الهجرة الجماعية. ينسجم هذا السيناريو مع اتجاه ثالث من الأدلة خضع للعديد من النقاشات –وهو علم الأنساب التقليدي (واكابابا) الذي يشير إلى العام 1350 ميلادية باعتباره تاريخًا راجحًا لوصول العديد من المهاجرين الأوائل بقوارب الكنو (واكا) والذين يردّ معظم الماوري نسبهم إليهم.
يصف تاريخ الماروري الشفهي وصول أجدادهم على متن أعداد ضخمة من قوارب الكنو العابرة للمحيط، أو واكا، من هاواي إيكي. تُعتبر هاواي إيكي الأرض الروحية للعديد من مجتمعات البولينزيين الشرقيين، وتُعتبر على نطاق واسع مجرد أسطورة. ومع ذلك، يعتقد بعض الباحثين أنها مكان حقيقي –وهو جزيرة راياتيا ذات الأهمية التقليدية، والواقعة في جزر ليوارد ضمن جزر المجتمع ببولينزيا الفرنسية، والتي كانت تُسمى باللهجة المحلية، هافاي. تختلف حكايا الهجرة من قبيلة لقبيلة، والتي قد يردّ أعضاؤها أصولهم إلى عدة مهاجري واكا في خريطة أنسابهم.
إضافة إلى أولئك فقد جلب المستوطنون معهم عددًا من الأنواع التي ازدهرت، منها: البطاطا الحلوة، والقلقاس المأكول، واليام، والكالاباش الخياري، والكورديل الشجري، والبروسونتة الورقية –إضافة إلى الكلاب والجرذان. من المرجح أن بعض الأنواع الأخرى التي جلبوها معهم من أوطانهم الأصلية لم تبق على قيد الحياة خلال الرحلة أو بُعيد وصولهم.
عبر العقود الأخيرة، أتاحت أبحاث الحمض النووي المتقدري تقدير عدد النساء الواصلات مع المستوطنين الأوائل، من 50 إلى 100 امرأة.

## وصلات خارجية
- تاريخ الماوري - موقع حكومة نيوزيلندا